# Larmor-Baden
Larmor-Baden (bretonisch An Arvor-Baden) ist eine französische Gemeinde mit 891 Einwohnern (Stand 1. Januar 2022) im Département Morbihan in der Region Bretagne.

## Lage
Larmor-Baden liegt an der Südspitze einer weit in den Golf von Morbihan hineinragenden Halbinsel, etwa 13 Kilometer (Fahrtstrecke) südöstlich von Auray bzw. etwa 15 Kilometer südwestlich von Vannes.

### Insel Gavrinis

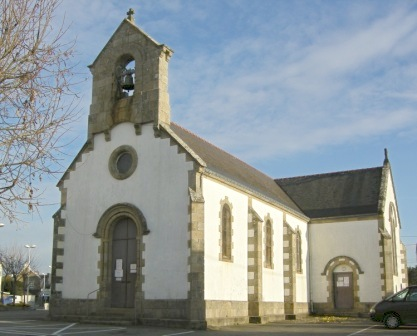
Kirche Notre-Dame von Larmor-Baden

## Geschichte
Wie aus den vielen bedeutenden Großsteinbauten zu erschließen ist, muss das Gebiet des Golf von Morbihan in der Zeit der Megalithkulturen eine wichtige Rolle gespielt haben, wobei die Tatsache von Bedeutung ist, dass viele ältere Großmenhire in der Zeit um 4200 v. Chr. – wahrscheinlich absichtlich – umgestürzt wurden; die entstandenen Teilstücke wurden als Deckplatten (teilweise auch als Orthostaten) in den Dolmen wiederverwertet. Vor dem Eingang zur Table des Marchand und im Dolmen von Kercadoret wurde – als einige der wenigen Artefakte aus der Bronzezeit – eine Bronzeaxt bzw. Speer- und Pfeilspitzen aus Bronze gefunden; möglicherweise fand in dieser Epoche (vielleicht auch schon früher) eine Umnutzung der Dolmen statt. Im Mittelalter gehörte Larmor zum Ort Baden; erst im Jahre 1857 erfolgte die Trennung.

### Bevölkerungsentwicklung
| Jahr      | 1968 | 1975 | 1982 | 1990 | 1999 | 2007 | 2019 |
| Einwohner | 739  | 751  | 811  | 816  | 954  | 831  | 874  |

## Sehenswürdigkeiten

### Sonstige
- Auch in Larmor-Baden selbst gibt es ein von einem Erdhügel (Tumulus) überdecktes Steingrab (Dolmen) aus der Megalithzeit. Es wurde im Jahr 1960 als Monument historique[1] anerkannt.
- Nach der Eigenständigkeit der Gemeinde im Jahre 1857 wurde zunächst eine kleine Kapelle (Saint-Eulalie) erbaut. Die einschiffige neoromanische Kirche Notre-Dame wurde erst im Jahr 1880 geweiht und hat – eine Seltenheit im Norden Frankreichs – einen Glockengiebel über der Westfassade. In ihr befinden sich einige (Kunst-)Gegenstände von besonderem Lokalkolorit (Ex-Votos): Eine Marienfigur (Notre-Dame de Larmor) hält einen Dreimaster in ihrer linken Hand während sich die rechte auf einen Anker stützt; ein kleines Tafelbild erinnert an die Errettung einer Schiffsbesatzung während eines Unwetters im Jahre 1878.

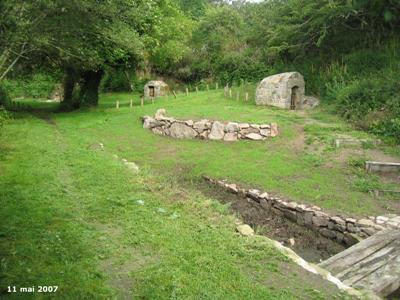
Le Douet de Locqueltas

- Zwei Brunnen und ein Waschhaus (Lavoir) stehen etwa anderthalb Kilometer nordöstlich des Ortes auf einer Wiese (Le Douet de Locqueltas). Unweit davon befinden sich zwei schilfgedeckte Bauernhöfe (Fermes).
- Ein Sumpf- und Vogelschutzgebiet (Le Marais de Pen en Toul) befindet sich etwa zwei Kilometer nordöstlich von Larmor-Baden.

## Wirtschaft
Austernzucht
Seit dem Ende des 19. Jahrhunderts wird im Golf von Morbihan Austernzucht betrieben, wobei inzwischen nur noch die Anzucht der Jungmuscheln eine bedeutende wirtschaftliche Rolle spielt. Noch existieren etwa 20 Kleinbetriebe, die nach der – durch Parasitenbefall verursachten – Austernkrise in den Jahren 1973/74 auf japanische und pazifische Austern ausgewichen sind. In den Jahren nach 2006 gab es jedoch erneut eine Austernkrise in Frankreich. Larmor-Baden hatte früher einen kleinen Fischereihafen; mittlerweile gelten der Ort und seine Umgebung als gute Plätze für Angler. Das Umland wird landwirtschaftlich genutzt.
Tourismus
Der klimatisch stabile Süden der Bretagne mit seinen vielen Buchten und Sandstränden lockte bereits vor dem Zweiten Weltkrieg viele französische Urlauber an. Seit den 1960er Jahren nimmt die Bedeutung des Tourismus – vor allem des Segeltourismus – für das Wirtschaftsleben mehr und mehr zu. Auch in der Umgebung von Larmor-Baden (Locmariaquer, Saint-Philibert, La Trinité-sur-Mer, Carnac, Halbinsel Quiberon) gibt es viele Sandstrände und Yachthäfen sowie kleinere Pensionen und größere Hotels.